# Robinhood
Robinhood es un lugar designado por el censo ubicado en el condado de Rankin en el estado estadounidense de Misisipi. En el año 2010 tenía una población de 1,605 habitantes.

## Geografía
Robinhood se encuentra ubicado en las coordenadas 32°12′18.63″N 89°58′30.24″O / 32.2051750, -89.9750667.